# أورسولا باسلر
أورسولا ريتا باسلر (مواليد 1965) هي رئيسة مجلس المنظمة الأوروبية للأبحاث النووية (CERN) ، بولاية بدأت في 1 يناير 2019، ونائبة مدير المعهد الوطني للفيزياء النووية والجسيمات (IN2P3)، CNRS .

## النشأة والتعليم
ولدت اروسولا في ألمانيا عام 1965. انتقلت إلى فرنسا كمبتعثة. أكملت درجة الدكتوراه في فيزياء الجسيمات من جامعة بيير وماري كوري عام 1993.

## الدراسات والوظيفة
انضمت إلى المختبر النووي والطاقة العالية (LPNHE)، وهو وحدة بحثية مشتركة بين المركز الوطني للبحوث العلمية (CNRS) وجامعة بيير وماري كوري، حيث عملت في فيزياء الجسيمات القائمة على المصادم. استخدمت اورسولا بيانات من مسرع الجسيمات HERA ، حيث عملت على بنية البروتون كعضو في تجربة H1 في DESY في ألمانيا.  
في عام 1998 انضمت اروسولا في تجربة القيام في مختبر فيرمي،   حيث كانت مسؤوليتها لتشغيل معايرة المسعر عبر الإنترنت،   كانت جزءًا من مجموعة العمل المعنية بوظيفة الهيكل التي تقدم مدخلات إلى ورشة عمل التشتت العميق غير المرن في عام 1999.
خلال السنة العالمية للفيزياء في 2005، احتفظت اورسولا بمدونة في (يوميات الكم) Quantum Diaries  في عام 2006، أنشأت مشروع Collisions ، وهو مشروع متعدد الوسائط مع Anaïs Prosaïc كمدير، والذي ضم الفيزيائيين والمهندسين الذين يعملون في مصادم الهادرونات الكبير. قامت اورسولا وبروساك بعمل الفيلم الوثائقي تصادمات في عام 2008.
في عام 2007، تم تعيينها رئيسًا لقسم فيزياء الجسيمات في معهد أبحاث القوانين الأساسية للكون في اللجنة الفرنسية للطاقات البديلة والطاقة الذرية (CEA).  
كانت نائبة المدير العلمي في فيزياء الجسيمات والحوسبة في IN2P3 (2014-2015)، قبل أن تصبح نائبة مديرها (2016-2018).  في IN2P3 ، قامت اورسولا بالاعداد لتحديث كاشفات LHC (HL-LHC) عالية السطوع والمشاركة الفرنسية في European Open Science Cloud . 
كانت عضوًا في المجلس العلمي DESY. 
في سبتمبر 2018، عينت اورسولا الرئيس الثالث والعشرين لمجلس CERN. تم ترشيحها من قبل فرنسا وألمانيا.
نشرت اورسولا أكثر من 500 بحث تمت مراجعته من قبل الزملاء.